# Astragalus exilis
Astragalus exilis là một loài thực vật có hoa trong họ Đậu. Loài này được A.S.Korol. miêu tả khoa học đầu tiên.